# MV Agusta Raid
La MV Agusta Raid è una motocicletta prodotta dalla Meccanica Verghera Agusta tra il 1957 e il 1961 in 544 esemplari, la "Raid" fu, al momento della presentazione, accolta con grande interesse e curiosità dal pubblico, attratto dalla cilindrata di 250 cm³ che, per l'epoca, era considerata in Italia una cubatura elevata. 

## Il contesto
Il modello iniziale era propulso da un monocilindrico di 246,6 cm³ raffreddato ad aria con 2 valvole in testa comandate da una distribuzione ad aste e bilancieri e alimentato da un carburatore Dell'Orto da 24mm. Con una potenza erogata di 11 CV a 5000 giri il motociclo raggiunge i 115 km/h circa.
La versione "base" della Raid proposta in colorazione nero con finiture rosse venne affiancata dalla versione Raid "Extra" dotata della stessa componentistica meccanica ma con finiture esterne più ricercate ed una colorazione della carrozzeria rosso con finiture bianche. 
Alla serie iniziale, nel 1959, nel tentativo di recuperare lo scarso successo avuto dalla moto, venne allestita una versione 300 cm³ che differiva dalla 250 per alcune parti della carrozzeria ed ovviamente per la cubatura maggiore del motore.
Alcune versioni della Raid 300 vennero proposte in configurazioni specifiche anche alla Guardia di Finanza e alle Forze Armate Italiane, nel  tentativo di dare un seguito alla produzione.
Proposta ad un prezzo iniziale di 286.000 lire per la 250 cm³ e 290.000 lire per la 300 cm³, non riscosse il successo sperato tant'è che ne vennero prodotti complessivamente nelle varie versioni circa 1000 esemplari.